# Kyle Petty
Kyle Petty (Randleman (North Carolina), 2 juni 1960) is een voormalig Amerikaans autocoureur die actief was in de Nascar. Hij is de zoon van zevenvoudig Nascar kampioen Richard Petty en de kleinzoon van drievoudig kampioen Lee Petty. Zijn zoon Adam kwam in 2000 om het leven bij een ongeval in de Busch Series.

## Carrière
Petty debuteerde in 1979 in de Winston Cup op de Talladega Superspeedway. Zijn eerste overwinning behaalde hij in 1986 toen hij de Miller High Life 400 won die gereden werd op de Richmond International Raceway. In totaal won hij in zijn carrière acht races in de Winston Cup en vertrok hij acht keer vanaf poleposition. Zijn beste kampioenschapsresultaat was een vijfde plaats die hij zowel in 1992 als in 1993 behaalde. In 2008 zette hij een punt achter zijn actieve loopbaan als autocoureur in de Nascar. Tot dan was hij mede-eigenaar van Petty Enterprises, het raceteam dat zijn vader Richard oprichtte. Hij verliet het team nadat het gedeeltelijk verkocht werd. Momenteel is hij sportverslaggever voor TNT.